# Darwin Atapuma
John Darwin Atapuma Hurtado (* 15. Januar 1988 in Túquerres) ist ein ehemaliger kolumbianischer Radrennfahrer.

## Karriere
Nachdem Darwin Atapuma 2007 zwei Etappen der Vuelta Ciclista a la Republica del Ecuador gewann und 2008 kolumbianischer Straßenmeister wurde, schloss er sich 2009 dem Continental Team Colombia es Pasión Coldeportes an, für das er eine bergige Etappe der Polen-Rundfahrt 2013 im Sprint zweier Ausreißer und damit sein erstes Rennen der UCI WorldTour gewann. Zuvor belegte er bereits bei seinem Grand-Tours-Debüt beim Giro d’Italia den achtzehnten Platz in der Gesamtwertung. Während einer Trainingsfahrt in Kolumbien wurde er am 31. Dezember 2013 überfallen und bei dem Versuch, sein Rennrad zu stehlen, mit einem Messer verletzt.
2014 wurde Atapuma Mitglied im BMC Racing Team. Mit dem Team erreichte er beim Giro d’Italia 2016 mit Platz neun sein erstes Top-Ten-Resultat in der Gesamtwertung einer großen Landesrundfahrt. Bei der anschließenden Tour de Suisse gelang ihm sein größter Karriereerfolg durch den Etappensieg der Bergankunft in Carì wenige Sekunden vor seinen Mitausreißern.
2017 wechselte Atapuma zum UAE Team Emirates und 2019 zum Team Cofidis. Für beide Teams gelangen ihm keine zählbaren Erfolge mehr, bei der Tour de France 2017 verpasste er als Zweiter der 18. Etappe einen Etappenerfolg bei einer Grand Tour nur knapp.
Nachdem sein Vertrag bei Cofidis nicht verlängert worden war, wechselte Atapuma 2020 zum neu gegründeten kolumbianischen Team Colombia Tierra de Atletas-GW Bicicletas. Der Gewinn der achten Etappe der Vuelta a Colombia 2021 war sein letzter internationaler Erfolg als Radrennfahrer. 2023 kehrte er noch einmal nach Europa zurück und fuhr für das türkische Team Beykoz Belediyesi Spor Kulübü, blieb aber ohne nennenswerte Ergebnisse. Nach der Saison 2023 beendete Atapuma im Alter von 35 Jahren seine Karriere als Radrennfahrer.

## Erfolge
2007
- zwei Etappen Vuelta Ciclista a la Republica del Ecuador

2008
- Kolumbianischer Meister – Straßenrennen

2009
- eine Etappe Tour de Beauce

2012
- eine Etappe Giro del Trentino

2013
- eine Etappe Polen-Rundfahrt

2015
- Mannschaftszeitfahren Vuelta a España

2016
- eine Etappe Tour de Suisse

2021
- eine Etappe Vuelta a Colombia

## Grand-Tour-Platzierungen
| Grand Tour            | 2013 | 2014 | 2015 | 2016 | 2017 | 2018 | 2019 |
| --------------------- | ---- | ---- | ---- | ---- | ---- | ---- | ---- |
| Giro d’ItaliaGiro     | 18   | –    | 16   | 9    | –    | 61   | –    |
| Tour de FranceTour    | –    | DNF  | –    | –    | 41   | 69   | –    |
| Vuelta a EspañaVuelta | –    | –    | 56   | 32   | 20   | –    | 61   |